# Таскаклы
Таскаклы (баш. Таҫҡаҡлы) — село в Чекмагушевском районе Республики Башкортостан Российской Федерации. Входит в состав Тузлукушевского сельсовета.
Население занято в СПК "Колхоз “Алга”. Есть фельдшерско-акушерский пункт, клуб. 

## География

### Географическое положение
Расстояние до:
- районного центра (Чекмагуш): 15 км,
- центра сельсовета (Тузлукушево): 5 км,
- ближайшей ж/д станции (Буздяк): 92 км.

## История
Основано тептярями по договору 1739 года о припуске на вотчинных землях башкир Шамшадинской волости Казанской дороги. В 1-й половине XIX в. отмечены мишари.
В «Списке населенных мест по сведениям 1870 года», изданном в 1877 году, населённый пункт упомянут как деревня Тоскаклы (Тасканлы) 4-го стана Бирского уезда Уфимской губернии. Располагалась при речке Тасканле, по левую сторону почтового тракта из Бирска в Мензелинск, в 55 верстах от уездного города Бирска и в 30 верстах от становой квартиры в деревне Дюртюли. В деревне, в 75 дворах жили 460 человек (241 мужчина и 219 женщин, тептяри, башкиры), были мечеть, водяная мельница. Жители занимались земледелием, скотоводством, пчеловодством.
В 1906 году зафиксированы мечеть, 2 бакалейные лавки, хлебозапасный магазин. 

## Население
| 2002 | 2009 | 2010 |
| ---- | ---- | ---- |
| 212  | ↘184 | ↘154 |

Национальный состав
Согласно переписи 2002 года, преобладающие национальности — татары (65 %), башкиры (35 %).